# Westlicher Weißbrauengibbon
Der Westliche Weißbrauengibbon oder Westliche Hulock (Hoolock hoolock) ist eine schwanzlose Affenart, die in Nordostindien südlich von Brahmaputra und Dibang, im Nordosten von Bangladesch und in Myanmar westlich des Chindwin vorkommt. Östlich des Chindwins lebt der nah verwandte Östliche Weißbrauengibbon (H. leuconedys).

## Merkmale
Westliche Weißbrauengibbons können ein Gewicht von 6 bis 9 kg erreichen. Die Kopf-Rumpf-Länge liegt etwa bei 80 cm. Wie die Schopfgibbons zeigen auch die Weißbrauengibbons einen ausgeprägten Geschlechtsdimorphismus. Die Männchen sind schwarz und besitzen weiße Augenbrauen. Sie sind beim Westlichen Weißbrauengibbon aber zusammengewachsen oder fast zusammengewachsen, beim Östlichen Weißbrauengibbon sind sie deutlicher getrennt. Die Brust ist dunkler als beim Östlichen Weißbrauengibbon. Bei ausgewachsenen Männchen ist das Haar unterhalb der Augen und am Kinn weiß. Weibchen haben ein gelbliches, bei Erreichen der Geschlechtsreife leicht kupferfarbes Fell. Die Wangen sind dunkelbraun. Das dunkle Gesicht ist von einem Ring weißer Haare umgeben.

## Lebensraum und Lebensweise
Westliche Weißbrauengibbons leben auf hohen Bäumen in tropischen Regenwäldern und subtropischen immergrünen Laubwäldern, zeitweise auch in Bambusbeständen oder Plantagen der Chinesischen Lagerströmie (Lagerstroemia indica) oder von Terminalia myriocarpa. Sie kommen auch in Bergwäldern bis in Höhen von 2700 Metern vor. Zur Futtersuche oder um zwischen fragmentierten Waldbeständen von Bauminsel zu Bauminsel zu gelangen gehen sich auch auf den Erdboden.
Wie alle Gibbons ernähren sie sich vor allem von reifen Früchten, besonders von Feigen, außerdem von Blätter, Blüten, Knospen, Trieben, Blattstielen, Insekten, Spinnen und Vogeleiern. Früchte machen etwa 65 % ihrer Ernährung aus, tierische Nahrung hat einen Anteil von etwa 5 %. Wenn Früchte knapp sind, fressen sie mehr Blätter. Im indischen Borajan Wildlife-Schutzgebiet besteht ihre Nahrung nur zu 40 % aus Früchten und Bambusstängel sind das wichtigste Ersatznahrungsmittel. Den Tag verbringen sie hauptsächlich mit Futtersuche (25 %) und -aufnahme (30 %), Ausruhen (27 %) und Wandern durch ihre Reviere (7 %). Weniger wichtig ist die Körperpflege und das Spielen. 
Westliche Weißbrauengibbons paaren sich in der Regenzeit von Mai bis Juni. Die Jungtiere werden in der Trockenzeit von November bis Februar geboren. Bei einem Alter von etwa zwei Jahren werden sie entwöhnt. Zwischen zwei Geburten vergehen in der Regel drei Jahre.

## Bedrohung
Der Westliche Weißbrauengibbon wird bei der IUCN als „endangered“ (stark gefährdet) klassifiziert. In den letzten 40 Jahren soll der Bestand um etwa 50 % abgenommen haben. Ursache sind Bejagung und der Verlust geeigneter Lebensräume.
Mehr als 50 % der Westlichen Weißbrauengibbons in Indien leben in isolierten, kleinen, nicht über eine lange Zeit überlebensfähige Subpopulationen, die aus einer oder zwei Gruppen bestehen. Dort könnten noch etwa 2600 Tiere leben, 2000 davon in Assam. Da die Tiere ungern auf den Boden kommen, brauchen sie zusammenhängende Waldgebiete, in denen sie sich von Ast zu Ast hangeln können (Brachiation). Werden Futter- und Schlafbäume gefällt fehlt ihnen die Nahrungsgrundlage. Ihr Lebensraum wird für Bauholz, Feuerholz und die Papierindustrie gerodet. Dadurch entstehen Erosionen, die den fruchtbaren Boden wegreißen, und invasive, exotische Pflanzen können sich anstelle der heimischen ausbreiten. Auch der Straßenbau und die Urbanisierung zerstückeln die Wälder immer mehr in kleinere Gebiete. Ungeplanter, intensiver Tourismus, Erdgasgewinnung und sogar Truppenübungen stellen Gefahren für die Gibbons und ihren Lebensraum dar. Brandrodungen werden durchgeführt, um Raum und Platz für die Landwirtschaft wie Teeplantagen zu bekommen. Auch die Jagd als Nahrungsmittel oder für traditionelle, asiatische Medizin dezimiert den Bestand deutlich.
Der Namdapha-Nationalpark im Changlang-Distrikt in Arunachal Pradesh hat den größten, geschützten, zusammenhängenden Wald in Indien und ist eine Hochburg für den Westlichen Weißbrauengibbon. Außerdem kommt er unter anderen im Dibru-Saikhowa-Nationalpark und im Kaziranga-Nationalpark vor sowie in weiteren Nationalparks und Naturschutzgebieten in Indien und Bangladesch vor. In Bangladesch gab es in den Jahren 2005/2006 noch 200 bis 280 Exemplare. Über die Bestände im Westen von Myanmar gibt es keine Angaben. Da es dort noch tausende Quadratkilometer unerforschter Regenwälder gibt könnte das Land die größte Population des Westlichen Weißbrauengibbons besitzen.